# 会賢洞 (中区)
会賢洞 （フェヒョンドン、朝：회현동）は、ソウル特別市中区にある行政洞。

## 概要
会賢洞は中区西部に位置している行政洞である。南は区境になっており、龍山区に接している。北は同じ区内の小公洞、東は明洞、西は中林洞にそれぞれ接している。

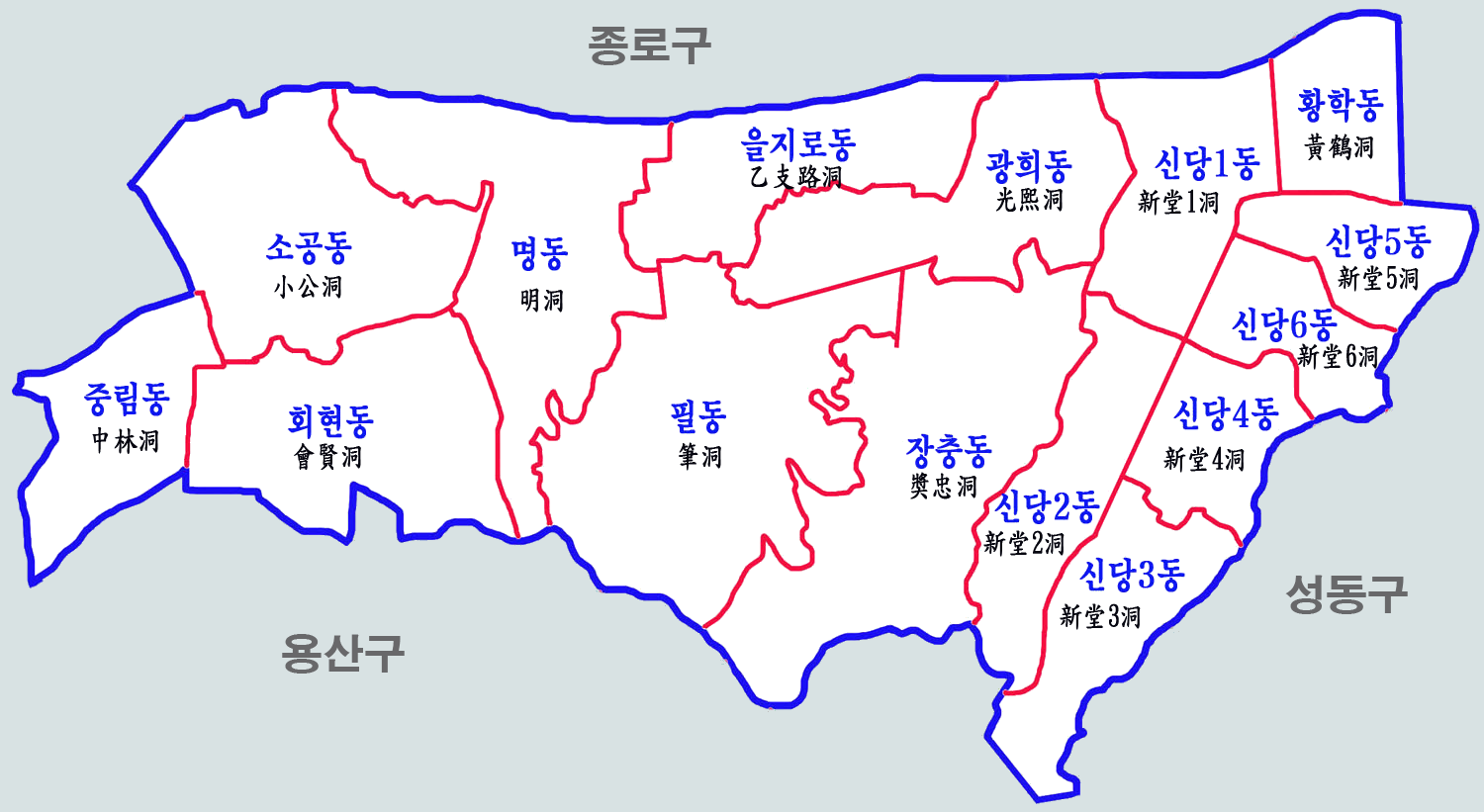
中区の行政洞

## 法定洞
管轄の法定洞は以下のとおりである。
- 南倉洞 （ナムチャンドン、남창동）
- 南大門路3街 （ナムデムンノサムガ、남대문로3가）
- 南大門路4街 （ナムデムンノサガ、남대문로4가）
- 南大門路5街 （ナムデムンノオガ、남대문로5가）
- 蓬莱洞1街 （ポンネドンイルガ、봉래동1가）
- 蓬莱洞2街 （ポンネドンイガ、봉래동2가）
- 会賢洞1街 （フェヒョンドンイルガ、회현동1가）
- 会賢洞2街 （フェヒョンドンイガ、회현동2가）
- 忠武路1街 （チュンムロイルガ、충무로1가）
- 巡和洞 （スナドン、순화동）

## 観光・憩い
- 南大門市場

## 交通

### 鉄道
- ソウル交通公社
  -  1号線
    - ソウル駅駅

  -  4号線
    - 会賢駅